# Jackson Browne
Clyde Jackson Browne (født 9. oktober 1948 i Heidelberg, Tyskland) er en amerikansk singer-songwriter, som siden 1960'erne har sat sit præg på amerikansk musik med mere end 18 millioner solgte albums.
Han begyndte som sangskriver for andre kunstnere i 1960'erne. Det var dog først i 1972, at det første album, "Jackson Browne" (eller "Saturate Before Using"), kom på gaden. Dette blev efterfulgt af henholdsvis "For Everyman" og "Late for the Sky", der fuldførte Brownes trilogi af følelsesladede folk-rock udgivelser.
Brownes navn blev for alvor kendt med "Running on Empty" fra 1977. Det var et live konceptalbum udelukkende med sange fremført ved koncerter, backstage, på hotelværelser eller i tourbussen.
I 1980'erne gik Browne væk fra den folk-rock stil, han indtil videre havde fremført, og valgte i stedet at fokusere på politisk prægede tekster. Med det seneste album "Standing in the Breach" har han dog kombineret de to ting, og man kan igen se tegn på den klassiske Browne stil med såkaldt laid-back rock fra det sydlige Californien.
Browne har spillet sammen med adskillige andre kendte kunstnere og desuden skrevet og produceret musik for andre. Hans mest nævneværdige samarbejdspartnere gennem årene har været David Lindley, Glenn Frey (Eagles), Warren Zevon, Linda Ronstadt, Bruce Springsteen og David Crosby. I 2014 udgav hans venner og bekendte indenfor musikverdenen albummet "Looking Into You - A Tribute to Jackson Browne", som indeholder covers af hans mest kendte sange.

## Diskografi
- Jackson Browne (1972)
- For Everyman (1973)
- Late for the Sky (1974)
- The Pretender (1976)
- Running on Empty (1977)
- Hold Out (1980)
- Lawyers in Love (1983)
- Lives in the Balance (1986)
- World in Motion (1989)
- I'm Alive (1993)
- Looking East (1996)
- The Naked Ride Home (2002)
- Time the Conqueror (2008)
- Standing in the Breach (2014)